# Ölands zonneroosje
Het Ölands zonneroosje (Helianthemum oelandicum) is een plant die endemisch is op het Zweedse eiland Öland.
Het is de officiële bloem van het landschap Öland.

## Naamgeving enetymologie
- Synoniemen: Helianthemum italicum auct., Helianthemum italicum subsp. rupifragum auct., Helianthemum canum auct., Helianthemum canum subsp. canescens (Hartm.) M.Proctor
- Zweeds: Ölandssolvända

De botanische naam Helianthemum is afgeleid van het Oudgriekse ἥλιος, hēlios (zon) en ἄνθεμον, anthemon (bloem). De soortaanduiding oelandicum is een latinisering van de vindplaats Öland.

## Kenmerken
Het Ölands zonneroosje is een kleine, groenblijvende dwergstruik met liggende of opgaande bloemstengels, donkergroene, tegenoverstaande, ovale bladeren zonder steunblaadjes en alleenstaande, tot 1 cm brede, helder gele bloemen.
De plant lijkt in alles op het geel zonneroosje (Helianthemum nummularium), maar deze wordt groter en heeft bladeren met steunblaadjes.
De bloeitijd is in juni, doch de bloemen openen zich enkel bij zonnig weer.

## Habitaten verspreiding
Het Ölands zonneroosje heeft een voorkeur voor droge, kalkrijke bodems in volle zonlicht, zoals kalkgraslanden en op alvar. 
Het is een endemische plant op het eiland Öland voor de kust van Zweden, waar het zeer talrijk voorkomt op het kalkplateau Stora Alvaret. 
... · 
H. apenninum (Wit zonneroosje) · 
H. nummularium (Geel zonneroosje) · 
H. oelandicum (Ölands zonneroosje) · 
...